# Vinnie Vincent Invasion (musikalbum)
Vinnie Vincent Invasion är Vinnie Vincent Invasions självbetitlade debutalbum. Albumet släpptes 1986 och nådde plats 64 på den amerikanska albumlistan Billboard 200. Den sålde ungefär 400 000 skivor.
Robert Fleischman sjunger på plattan men Mark Slaughter är med på videorna. Detta på grund av att Robert Fleischman lämnade gruppen efter att skivan släppts och Slaughter tog över efter honom.
Singlarna från plattan är "Boyz Are Gonna Rock" och "Back On The Streets". Många av låtarna är från Vinnie Vincents tid i hans gamla band Warriors. Bland annat Back On The Streets som finns på demoversion där Vinnie själv sjunger, en låt som finns även inspelad med Ace Frehley, John Norum och bandet 3-Speed. 

## Låtlista
1. Boyz Are Gonna Rock - (Vinnie Vincent)
2. Shoot U Full Of Love - (Vincent)
3. No Subsitute - (Vincent)
4. Animal - (Vincent)
5. Twisted - (Vincent)
6. Do You Wanna Make Love - (Vincent/Robert Fleischman)
7. Back On The Streets - (Vincent/Freeman)
8. I Wanna Be Your Victim - (Vincent)
9. Baby-O - (Vincent)
10. Invasion - (Vincent/Fleischman)

## Medverkande
- Robert Fleischman - sång och bakgrundssång
- Vinnie Vincent - gitarr och bakgrundssång
- Dana Strum - elbas och Bakgrundssång
- Bobby Rock - trummor